# Ségolène Royal
Ségolène Royal (pronunciado /seɡɔlɛn ʁwajal/ (escucharⓘ)), nacida como Marie-Ségolène Royal (Dakar, Senegal, 22 de septiembre de 1953), es una política francesa y miembro del Partido Socialista (PS).
Royal entró en la política nacional apoyando a François Mitterrand en 1982, primero como encargada de Juventudes y luego de Asuntos Sociales. Tras pasar por la Asamblea Nacional de Francia, fue ministra de Ecología en el gobierno de Pierre Bérégovoy, entre 1992 y 1993. Fue también Ministra Delegada a la Educación Escolar (1997-2000) y luego a la Familia, Infancia y Personas Discapacitadas (2000-2002) en el gobierno de Lionel Jospin. En 2004 ganó la presidencia de la región de Poitou-Charentes, el bastión del entonces primer ministro Jean-Pierre Raffarin.
Fue elegida la candidata oficial del Partido Socialista para las elecciones presidenciales de Francia de 2007, elecciones que finalmente perdió en segunda vuelta ante el candidato derechista Nicolás Sarkozy.

## Biografía
Ségolène Royal nació en Dakar, Senegal el 22 de septiembre de 1953. Hija de Jacques Royal, militar, coronel de artillería, y Hélène Dehaye, viene de una familia de ocho hermanos (Marie-Odette, Marie-Nicole, Gérard, Marie-Ségolène, Antoine, Paul, Henry y Sigisbert). Su infancia se desarrolló con un padre muy autoritario, firmemente conservador y machista, que no creía en el derecho de las mujeres a la educación, por lo que Ségolène tuvo que luchar durante su adolescencia con él para poder continuar sus estudios. Cuando cumplió los 19 años, Ségolène demandó a su padre por negarse a conceder el divorcio a su madre y a otorgar una manutención a sus hijos que les permitiera continuar sus estudios. El padre de Ségolène murió en 1981 a causa de un cáncer de pulmón, sin haber visto a muchos de sus hijos desde la demanda, ya que seis de los ocho hermanos no volvieron a visitar a su padre.
A partir de los 25 años, Ségolène deja de usar su nombre completo, Marie-Ségolène Royal, prefiriendo un simple Ségolène. Desde finales de los años 70 hasta 2007 fue pareja de François Hollande, primer secretario del Partido Socialista, con quien tuvo cuatro hijos.

### Estudios
Realizó sus estudios primarios y secundarios (los Vosgos), antes de ingresar en el colegio privado Saint Joseph d’Épinal en 1968. Después del bachillerato, obtiene una licenciatura en ciencias económicas por la Universidad de Nancy II. Posteriormente ingresa en la Escuela Nacional de Administración (ENA), de la cual sale diplomada en 1980 (Promoción Voltaire). Elige ser asignada al cargo de Magistrado en el tribunal administrativo. En 1994 se convirtió en abogada en el Colegio de abogados de París.

## Trayectoria política
Consejera del tribunal administrativo, atrae la atención de Jacques Attali y entre 1982 y 1988 se desempeña como consejera técnica del secretariado general de la Presidencia de la República en asuntos de salud, medio ambiente y juventud. En este período se adhiere al Partido Socialista. En 1983, desea implantarse electoralmente en Villers-sur-Mer (Calvados), Comuna de residencia de su madre. Sin embargo, ante la negativa del marido de ese entonces (versión dada por Micheline Vincent), Ségolène se instala a unos kilómetros de distancia y se une a la lista de Unión de la Izquierda de Trouville-sur-Mer, liderada por Gilbert Hurel. La lista pierde. Toma el puesto de consejera municipal, manteniéndose en la oposición. Renuncia a este cargo a finales de 1985.
En 1988 es elegida diputada de la segunda circunscripción de Deux-Sèvres. En 1995 es elegida como candidata a la alcaldía de Niort por el Partido Socialista pero pierde. En marzo de 2004 es elegida presidente de la región Poitou-Charentes. En 2006 declaró que no se volvería a presentar como diputada.

### Candidatura presidencial de 2007
Fue la candidata del Partido Socialista (PS) para las elecciones presidenciales de Francia de 2007, tras vencer con el 60,6% de los votos a los "elefantes" del partido: el ex primer ministro Laurent Fabius (18,5 %) y el exministro de economía Dominique Strauss-Kahn (20,8 %) en las primarias del 16 de noviembre de 2006 en la primera vuelta.
Defiende proyectos de la izquierda tales como la aprobación del matrimonio de personas de mismo sexo. Esta actitud ha sido criticada como producto de un afán de obtener la victoria electoral a toda costa. Ha acuñado el término «modelo español» de progreso, en referencia a las políticas llevadas a cabo por el PSOE de José Luis Rodríguez Zapatero en España. Señal clara de la afinidad con las políticas llevadas a cabo por su colega español fue la presencia de Zapatero en el mitin masivo de cierre de la campaña a las elecciones presidenciales de 2007.
De hecho pasa la primera vuelta en las elecciones del 22 de abril de 2007, pero en la segunda vuelta el 6 de mayo pierde las elecciones presidenciales ante Sarkozy, pero continúa en la política y se convierte en jefa de la oposición.

### Candidatura a la primera secretaría del PS en 2012
Entre el 7-9 de noviembre de 2008, se celebra el Congreso Nacional del PS en el cual se debe elegir al sucesor de François Hollande, primer secretario desde 1997 y que ha anunciado que no se presentara a la reelección. Ségolène Royal y Bertrand Delanoë, han presentado las candidaturas oficiales para hacerse con el liderazgo y marcar el rumbo para las elecciones presidenciales de 2012, aunque hay otras posibles candidaturas como la de la exministra Martine Aubry, Pierre Moscovici o Julien Dray.
Finalmente, Aubrey se erigió vencedora por tan solo 42 votos.

### Unión Europea
Durante las elecciones presidenciales de Francia de 2007, la candidata socialista Ségolène Royal, se pronunció a favor de que se celebrase un nuevo referéndum en Francia en 2009 sobre el tratado constitucional europeo, después de que el 54% de los franceses rechazaran la Constitución en mayo de 2005. Royal se presentó como una “europea convencida”, y se desmarcó de su rival político Nicolas Sarkozy, quien defendió que el Parlamento francés ratificase un nuevo tratado que incluiría las principales innovaciones de la Constitución. Fue finalmente la iniciativa de Sarkozy la que fue aplicada, tras la derrota de Royal en las elecciones. Así el Tratado de Lisboa entró en vigor en 2009. En cuanto a la adhesión de Turquía a la Unión Europea, Sarkozy rechazó la posibilidad de que dicho país pueda entrar algún día en la UE, mientras que la socialista Royal se mostró partidaria de proseguir el diálogo con el gobierno de Ankara.
En 2016, al conocerse el resultado del referéndum sobre la permanencia del Reino Unido en la Unión Europea, Royal consideró que la decisión del pueblo británico de abandonar la UE, se basaba en un error de David Cameron.
En marzo de 2019, Royal acogió favorablemente una tribuna del Presidente de la República Emmanuel Macron titulada “Para un renacimiento europeo” publicada durante la campaña a las elecciones al Parlamento Europeo de ese año para sostener su iniciativa de Refundación de la Unión Europea. Pese a que el presidente no pertenece a su mismo partido político, Royal consideró que se trataba de “un texto bienvenido, unificador e imaginativo”.

## Mujeres y política
Con motivo de la elección de Valérie Pécresse como candidata a las elecciones presidenciales de Francia de 2022 por  Los Republicanos Royal señaló que los políticos en torno a la candidata fueron muy correctos y presentes. En la "foto de familia" de su elección estaban todos los candidatos a primarias además del presidente de Los Republicanos Christian Jacob, el presidente del Senado Gérard Larcher, y otros cargos del partido arropando a la candidata. La imagen impactó a Ségolène quien explicó que ella nunca había tenido este apoyo salvo el de algunos hombres, hasta el punto -ha explicado- de que el primer ministro Lionel Jospin en 2007 calificó su candidatura a las presidenciales de «impaso» en un libro escrito por Jospin sobre la época.